# Tom Clancy's The Division 2
Tom Clancy's The Division 2  es un videojuego en línea de rol de acción, desarrollado por Massive Entertainment y publicado por Ubisoft. El juego, secuela de Tom Clancy's The Division (2016), se ambienta en un Washington D. C. en un futuro cercano, tras la liberación de un virus genéticamente modificado conocido como «veneno verde», y sigue a un agente de la División Estratégica de la Patria en su intento de reconstruir la ciudad. Al igual que su predecesor, The Division 2 es un videojuego de disparos en tercera persona en el que el jugador usa armas y dispositivos para luchar contra facciones enemigas. El juego incluye elementos de los juegos de rol (RPG) y cuenta con modos multijugador en línea cooperativo y jugador contra jugador.
Massive Entertainment colaboró con Ubisoft Reflections, Red Storm Entertainment y los estudios de Ubisoft en Annecy, París, Bucarest y Shanghái para crear el juego. Los desarrolladores evaluaron los comentarios de los jugadores del primer juego y decidieron incluir un contenido más completo para el final del juego en el lanzamiento. Exploraron otras ciudades como escenario del juego, y finalmente eligieron Washington D. C., por la diversidad de entornos, lugares emblemáticos y monumentos que podían recrearse. Los desarrolladores se inspiraron en desastres reales al crear el mundo postapocalíptico del juego y consultaron con personal de emergencias y expertos en gestión de emergencias. Tom Clancy's The Division 2 se lanzó para PlayStation 4, Windows y Xbox One el 15 de marzo de 2019.
Los críticos dieron a Tom Clancy's The Division 2 reseñas generalmente favorables, y la mayoría lo consideró una mejora con respecto a la primera entrega por su ambientación, jugabilidad, gráficos, combate, diseño de niveles y la riqueza de contenido en su lanzamiento, aunque su narrativa recibió críticas. Al igual que su predecesor, el juego fue un éxito comercial, vendiendo más de 10 millones de copias en todo el mundo a pesar de no cumplir con las expectativas en su lanzamiento. El juego fue nominado en la categoría de «mejor multijugador» en los premios anuales The Game Awards  y BAFTA en 2019 y 2020 respectivamente. Como juego de servicio en vivo, Ubisoft lo apoyó con paquetes de contenido descargable (DLC) y actualizaciones gratuitas, y lanzó dos expansiones: Warlords of New York (2020) y Battle for Brooklyn (2025). Una secuela titulada Tom Clancy's The Division 3 está en desarrollo.

## Modos de juego
The Division 2 es un videojuego de disparos en tercera persona en el que hasta cuatro jugadores pueden completar misiones juntos. El juego se desarrolla en Washington D. C., siete meses después de los eventos de su predecesor, Tom Clancy's The Division, en el que estalla una guerra civil entre sobrevivientes y bandas malvadas de merodeadores. Al comienzo del juego, los jugadores crean su propio agente de la División personalizando el género y la apariencia del personaje. El agente está equipado con explosivos como granadas, así como con armas de fuego, incluyendo rifles de asalto, rifles de francotirador y subfusiles. Estas armas se clasifican por niveles y rareza. Las armas de alta calidad son difíciles de conseguir, pero tienen mejores estadísticas y talentos que ayudan a mejorar el rendimiento de los jugadores. Las armas se pueden personalizar aún más con accesorios como ópticas para armas de fuego, miras de hierro y accesorios de cañón. El juego también presenta una variedad de equipos y armaduras; usar equipo de la misma marca brinda a los jugadores un pequeño aumento de rendimiento.
A medida que los jugadores completan misiones, obtienen botín y puntos de experiencia (XP). Con suficiente XP, suben de nivel y obtienen Tecnología SHD, una moneda que se usa para desbloquear nuevas habilidades, incluyendo el despliegue de torretas, escudos y drones de combate, o el acceso a armas como minas buscadoras y lanzadores químicos. Cada habilidad tiene mods únicos que modifican su funcionalidad. El juego presenta nuevos tipos de enemigos, incluidos curanderos y personajes que disparan espuma a los jugadores. Durante las misiones, los jugadores pueden solicitar refuerzos, lo que permite que otros jugadores se unan a sus sesiones. Los jugadores pueden unirse a un clan con capacidad para hasta 50 jugadores. Las acciones de cada miembro del clan contribuyen a la XP del clan, que puede usarse para mejorar el clan y obtener ventajas adicionales en el juego.
Washington D. C., es un mundo abierto en el que los jugadores pueden explorar. Pueden reclutar personajes no jugables (PNJ) completando misiones y proporcionando suministros a los asentamientos. Reclutar PNJ desbloquea proyectos que recompensan a los jugadores con equipo, XP y planos para la artesanía. Mejorar los asentamientos permite su expansión para incluir más instalaciones y otorga a los jugadores beneficios como el acceso a su alijo de equipo o al viaje rápido. El descubrimiento de una casa segura revela la ubicación de escondites de SHD cercanos y puntos de viaje rápido adicionales. Los jugadores pueden liberar los puntos de control de los enemigos y llamar refuerzos civiles para ayudar en la batalla, participar en eventos mundiales, como detener ejecuciones públicas y capturar convoyes de recursos, y buscar coleccionables que incluyan comunicaciones, reliquias y ecos. Los jugadores se encuentran con vendedores de armas que compran baratijas (objetos «basura» inutilizables que los jugadores recolectan) y equipo no deseado a cambio de créditos electrónicos, la moneda del juego, para comprar nuevas armas, artículos fabricados y cambios de apariencia.

### Zonas oscuras y contenido del final del juego
The Division 2 cuenta con tres zonas oscuras, donde los jugadores derrotan a enemigos difíciles para obtener un botín valioso y raro, aunque este puede ser tomado por otros jugadores. Cada zona oscura admite hasta 12 jugadores. Al entrar en una zona oscura, el equipo de los jugadores se normaliza para garantizar la igualdad de condiciones entre todos. El botín no contaminado pertenece a los jugadores una vez recolectado, pero el botín contaminado debe ser extraído por un helicóptero mientras los jugadores defienden el punto de extracción de los enemigos de la IA y otros jugadores.Cuando un jugador irrumpe en un cofre de la zona oscura o roba un suministro de la zona oscura, el jugador y su equipo se convierten en renegados. Los renegados pueden atacar a otros jugadores en la misma sesión para robarles su botín y ganar XP. Al eliminar a otro jugador, se convierten en «renegados», lo que alerta a los demás jugadores. Si el renegado elimina a más jugadores, se convierte en un «renegado de la cacería» y quienes lo maten recibirán una recompensa considerable.

## Desarrollo
El videojuego fue anunciado oficialmente el 8 de marzo de 2018, en un evento para la comunidad a través de Twitch. Además, se explicó que se brindaría más información respecto al juego durante la E3 2018 que se llevó a cabo en el mes de junio de ese año. También se detalló que este nuevo título utilizaría una versión mejorada y actualizada del motor gráfico Snowdrop, usado en el primer The Division.
Durante la conferencia llevada a cabo en la E3, Ubisoft anunció que los distintos contenidos que se añadan al juego tras su lanzamiento, llegarán de manera totalmente gratuita para todos los jugadores. Según Chadi El-Zibaoui, productor asociado de The Division 2, el objetivo de esta decisión es evitar que la comunidad del juego se divida. Además, se anunció que el juego incorporará "Raids", en donde hasta ocho jugadores podrán jugar de manera simultánea.
David Polfeldt, uno de los principales directivos a cargo del desarrollo de The Division 2, aclaró que la campaña de esta segunda entrega sería más larga y cuidada que la del primer título. Además, añadió que cuando el jugador termine el modo historia tendrá a disposición contenidos interesantes que lo estimulen a seguir jugando.

## Trama
Tras la caída de la Red SHD y la desconexión del nodo ISAC en Washington D. C., se activa un protocolo de emergencia y numerosos agentes son llamados a dicha ciudad a arreglar el estatus del comando central de The Division, ubicado bajo suelo en el jardín sur de la Casa Blanca. Tras la llegada de los agentes, se dan cuenta de que la ciudad ha caído en el control de 3 facciones enemigas y cada una de ellas se hizo con el control de una parte específica de la ciudad, tras eso la Casa Blanca queda como el único baluarte de la JTF en la ciudad, sirviendo este como Base de Operaciones de la JTF y SHD.

## Secuela yspin-offs
Desde de septiembre de 2023, se empezó a desarrollar una secuela titulada Tom Clancy's The Division 3 con Julian Gerighty como productor ejecutivo del juego. Tom Clancy's The Division Heartland, fue un spin-offs gratuito que comenzó a desarrollarse en 2020, pero fue cancelado en 2024. Se espera que Tom Clancy's The Division Resurgence, un juego gratuito para Android e iOS, se lance en 2025.